# Liste der Nummer-eins-R&B-Alben in den USA (1988)
Dies ist eine Liste der Nummer-eins-Alben in den von Billboard ermittelten Verkaufscharts für R&B-Alben in den USA im Jahr 1988. In diesem Jahr gab es dreizehn Nummer-eins-Alben.
| ← 1987 ← | Liste der Nummer-eins-R&B-Alben in den USA | Liste der Nummer-eins-R&B-Alben in den USA | Liste der Nummer-eins-R&B-Alben in den USA                 | 1989 →                    |
| \| Zeitraum \| Wo. ges. \| Interpret \| Titel \| Zusätzliche Informationen \| \| (Zeitraum, Wochen auf Platz eins, Interpret, Titel, zusätzliche Informationen) \| \| \| \| \| \| ------------------------------------------------------------------------------ \| -------- \| ------------------------ \| ------------------------------------------------------------- \| ------------------------- \| \| 26. Dezember 1987 – 22. Januar 1988 4 Wochen (insgesamt 15) \| 15 \| Michael Jackson \| Bad[1] \| – \| \| 23. Januar 1988 – 26. Februar 1988 5 Wochen (insgesamt 6) \| 6 \| Stevie Wonder \| Characters[2] \| – \| \| 27. Februar 1988 – 11. März 1988 2 Wochen (insgesamt 2) \| 2 \| Gladys Knight & the Pips \| All Our Love[3] \| – \| \| 12. März 1988 – 18. März 1988 1 Woche (insgesamt 7) \| 7 \| Stevie Wonder \| Characters \| – \| \| 19. März 1988 – 8. April 1988 3 Wochen (insgesamt 2) \| 2 \| Keith Sweat \| Make It Last Forever[4] \| – \| \| 9. April 1988 – 29. April 1988 3 Wochen (insgesamt 18) \| 18 \| Michael Jackson \| Bad \| – \| \| 30. April 1988 – 20. Mai 1988 3 Wochen (insgesamt 3) \| 3 \| Terence Trent D’Arby \| Introducing the Hardline According to Terence Trent D’Arby[5] \| – \| \| 21. Mai 1988 – 1. Juli 1988 6 Wochen (insgesamt 6) \| 6 \| George Michael \| Faith[6] \| – \| \| 2. Juli 1988 – 19. August 1988 7 Wochen (insgesamt 7) \| 7 \| Al B. Sure! \| In Effect Mode[7] \| – \| \| 20. August 1988 – 9. September 1988 3 Wochen (insgesamt 3) \| 3 \| EPMD \| Strictly Business[8] \| – \| \| 10. September 1988 – 23. September 1988 2 Wochen (insgesamt 2) \| 2 \| Bobby Brown \| Don’t Be Cruel[9] \| – \| \| 24. September 1988 – 30. September 1988 1 Woche (insgesamt 1) \| 1 \| Public Enemy \| It Takes a Nation of Millions to Hold Us Back[10] \| – \| \| 1. Oktober 1988 – 14. Oktober 1988 2 Wochen (insgesamt 4) \| 4 \| Bobby Brown \| Don’t Be Cruel \| – \| \| 25. Oktober 1988 – 21. Oktober 1988 51 Wochen (insgesamt 1) \| 1 \| Freddie Jackson \| Don’t Let Love Slip Away[11] \| – \| \| 22. Oktober 1988 – 18. November 1988 4 Wochen (insgesamt 8) \| 8 \| Bobby Brown \| Don’t Be Cruel \| – \| \| 19. November 1988 – 25. November 1988 1 Woche (insgesamt 1) \| 1 \| Anita Baker \| Giving You the Best That I Got[12] \| – \| \| 26. November 1988 – 9. Dezember 1988 2 Wochen (insgesamt 2) \| 2 \| Luther Vandross \| Any Love[13] \| – \| \| 10. Dezember 1988 – 30. Dezember 1988 3 Wochen (insgesamt 4) \| 4 \| Anita Baker \| Giving You the Best That I Got \| – \| |                                            |                                            |                                                            |                           |
| ← 1987 |                                            |                                            |                                                            | → 1989 →                  |
| Zeitraum | Wo. ges.                                   | Interpret                                  | Titel                                                      | Zusätzliche Informationen |
| (Zeitraum, Wochen auf Platz eins, Interpret, Titel, zusätzliche Informationen) |                                            |                                            |                                                            |                           |
| 26. Dezember 1987 – 22. Januar 1988 4 Wochen (insgesamt 15) | 15                                         | Michael Jackson                            | Bad                                                        | –                         |
| 23. Januar 1988 – 26. Februar 1988 5 Wochen (insgesamt 6) | 6                                          | Stevie Wonder                              | Characters                                                 | –                         |
| 27. Februar 1988 – 11. März 1988 2 Wochen (insgesamt 2) | 2                                          | Gladys Knight & the Pips                   | All Our Love                                               | –                         |
| 12. März 1988 – 18. März 1988 1 Woche (insgesamt 7) | 7                                          | Stevie Wonder                              | Characters                                                 | –                         |
| 19. März 1988 – 8. April 1988 3 Wochen (insgesamt 2) | 2                                          | Keith Sweat                                | Make It Last Forever                                       | –                         |
| 9. April 1988 – 29. April 1988 3 Wochen (insgesamt 18) | 18                                         | Michael Jackson                            | Bad                                                        | –                         |
| 30. April 1988 – 20. Mai 1988 3 Wochen (insgesamt 3) | 3                                          | Terence Trent D’Arby                       | Introducing the Hardline According to Terence Trent D’Arby | –                         |
| 21. Mai 1988 – 1. Juli 1988 6 Wochen (insgesamt 6) | 6                                          | George Michael                             | Faith                                                      | –                         |
| 2. Juli 1988 – 19. August 1988 7 Wochen (insgesamt 7) | 7                                          | Al B. Sure!                                | In Effect Mode                                             | –                         |
| 20. August 1988 – 9. September 1988 3 Wochen (insgesamt 3) | 3                                          | EPMD                                       | Strictly Business                                          | –                         |
| 10. September 1988 – 23. September 1988 2 Wochen (insgesamt 2) | 2                                          | Bobby Brown                                | Don’t Be Cruel                                             | –                         |
| 24. September 1988 – 30. September 1988 1 Woche (insgesamt 1) | 1                                          | Public Enemy                               | It Takes a Nation of Millions to Hold Us Back              | –                         |
| 1. Oktober 1988 – 14. Oktober 1988 2 Wochen (insgesamt 4) | 4                                          | Bobby Brown                                | Don’t Be Cruel                                             | –                         |
| 25. Oktober 1988 – 21. Oktober 1988 51 Wochen (insgesamt 1) | 1                                          | Freddie Jackson                            | Don’t Let Love Slip Away                                   | –                         |
| 22. Oktober 1988 – 18. November 1988 4 Wochen (insgesamt 8) | 8                                          | Bobby Brown                                | Don’t Be Cruel                                             | –                         |
| 19. November 1988 – 25. November 1988 1 Woche (insgesamt 1) | 1                                          | Anita Baker                                | Giving You the Best That I Got                             | –                         |
| 26. November 1988 – 9. Dezember 1988 2 Wochen (insgesamt 2) | 2                                          | Luther Vandross                            | Any Love                                                   | –                         |
| 10. Dezember 1988 – 30. Dezember 1988 3 Wochen (insgesamt 4) | 4                                          | Anita Baker                                | Giving You the Best That I Got                             | –                         |